# Chella già fa ammore
Chella già fa ammore è una canzone del cantautore Francesco Renzi in duetto con l'artista Alessio.
È pubblicata all'interno del suo terzo album Guardami negli occhi del 2011 (Mea Sound - CD BB 56) come terzo brano degli 11 inediti.

## Traccia
- Chella già fa ammore - 3'41".

## Produzione
- Prodotta ed arrangiata da Francesco Renzi e scritta in collaborazione del cantautore Alessio.

## Disco di provenienza
- Guardami negli occhi pubblicato nel gennaio del 2011.

## Master
- Mixaggio e masterizzazione del Midi Sound Recording Studio.

## Video
Il video di Chella già fa ammore è stato girato dalla EGO Sound Factor (Nilo - Salvatore Sciarrone) e prodotto dalla MEA Sound all'interno del quale si sviluppa la scena di una ragazza che, nonostante sia fidanzata da tempo con Francesco Renzi, comincia nel contempo una storia duratura con Alessio il quale, a sua volta, cerca di fargli capire (al disperato Francesco, nonché suo amico) che lei desidera un altro uomo con il quale contrarrà anche il matrimonio, ma nascondendogli la realtà dei fatti e cioè che quell'uomo (l'amante) è proprio lui (Alessio).